# Ferdinand Miebach
Ferdinand Miebach es un deportista alemán que compitió para la RFA en judo. Ganó dos medallas de bronce en el Campeonato Europeo de Judo en los años 1961 y 1968.

## Palmarés internacional
| Campeonato Europeo | Campeonato Europeo | Campeonato Europeo | Campeonato Europeo |
| Año                | Lugar              | Medalla            | Categoría          |
| ------------------ | ------------------ | ------------------ | ------------------ |
| 1961               | Milán (Italia)     | Medalla de bronce  | –80 kg             |
| 1968               | Lausana (Suiza)    | Medalla de bronce  | –80 kg             |